# Moviment literari
Un moviment literari o corrent literari és un terme que agrupa autors que escriuen d'una manera similar, pel que fa als temes, estil o intencions en una època determinada. Pot ser un moviment autodeclarat, és a dir, uns escriptors que se senten part d'un grup, o bé una agrupació de la història de la literatura i la crítica associada. Es pot anomenar igualment escola, grup poètic o generació si es tracta d'obres líriques. De vegades s'encavalla amb el moviment artístic general, per exemple si es parla de literatura renaixentista o tenir un abast més restringit. Igualment es poden diferenciar entre moviments nacionals, propis només d'una comunitat lingüística, regionals o universals.

## Llista de moviments literaris per període
A continuació es llisten alguns dels moviments literaris més rellevants per ordre cronològic 

### Literatura antiga
La literatura antiga inclou totes les obres corresponents als inicis de la literatura escrita (no es diferencien moviments per a les primitives obres orals).
- Nou poetes lírics
- Poetes cíclics
- Poesia Han
- Set Savis de l'Arbreda de Bambú

### Literatura medieval
Es considera literatura medieval totes les composicions entre els segles V i XV aproximadament, segons la cronologia de l'edat mitjana europea, tot i que aquesta divisió pugui no resultar pertinent per a altres cultures.
- Poesia Tang
- Poesia Song
- Cançó de gesta
- Mester de Clerecia
- Dolce stil novo[2]
- Escola Siciliana
- Grands Rhétoriqueurs

### Literatura moderna
La divisió tradicional europea dels moviments literaris moderns els classifica en literatura renaixentista, literatura barroca i literatura neoclàssica però al marge d'aquest esquema existeixen altres moviments literaris:

#### Literatura del segle XVI
- Manierisme
- Poesia Ming
- Grup de Castàlia
- La Pléiade

#### Literatura del segle XVII
- Preciosisme[3]
- Marinisme
- Conceptisme
- Culteranisme
- Poetes metafísics[4]
- Escola Danrin

#### Literatura del segle XVIII
- Literatura augusta
- Sturm und Drang
- Sentimentalisme
- Preromanticisme

### Literatura contemporània
La literatura contemporània inclou els moviments de la literatura del segle XIX i la literatura del segle XX.

#### Segle XIX
- Romanticisme
- Prerafaelitisme
- Renaixença
- Parnassianisme
- Simbolisme[5]
- Realisme
- Naturalisme
- Decadentisme
- Esteticisme
- Verisme
- Condorisme

#### Segle XX
- Generació del 98
- Noucentisme[6]
- Realisme màgic
- Mahjar
- Literatura avantguardista
- Generació del 27
- Moviment per la Nova Cultura
- Teatre expressionista
- Generació perduda
- Renaixement de Harlem
- Surrealisme
- Nouveau roman
- Teatre de l'absurd
- Realisme socialista
- Generació beat